# マユミ
マユミ（檀・真弓、学名: Euonymus sieboldianus var. sieboldianus）とは、ニシキギ科ニシキギ属の落葉低木ないし落葉小高木。日本や中国など北東アジアの野山に自生する。淡紅色の果実は熟すと4つに裂けて、中から赤い種子が現れる。秋に果実と種子、紅葉を楽しむ庭木としても親しまれ、盆栽に仕立てられることもある。果実は有毒であるが、春の新芽は山菜として利用される。

## 名称
和名「マユミ」の由来は、昔この木から弓が作られたことに因む。別名ヤマニシキギ（山錦木）、カンサイマユミ、オオバマユミ、エゾオオバマユミ、ユミノキともよばれる。地方により、マキ、マヨメ、キノメ、アカイベベともよばれる。

## 分布
日本の北海道・本州・四国・九州の屋久島まで、および日本国外では南千島、サハリン、朝鮮半島南部、中国に分布する。丘陵地や山地、低地などの尾根・山野・明るい低木林に自生する。各地の野山に生えるほか、庭にも植えられる。

## 形態・生態

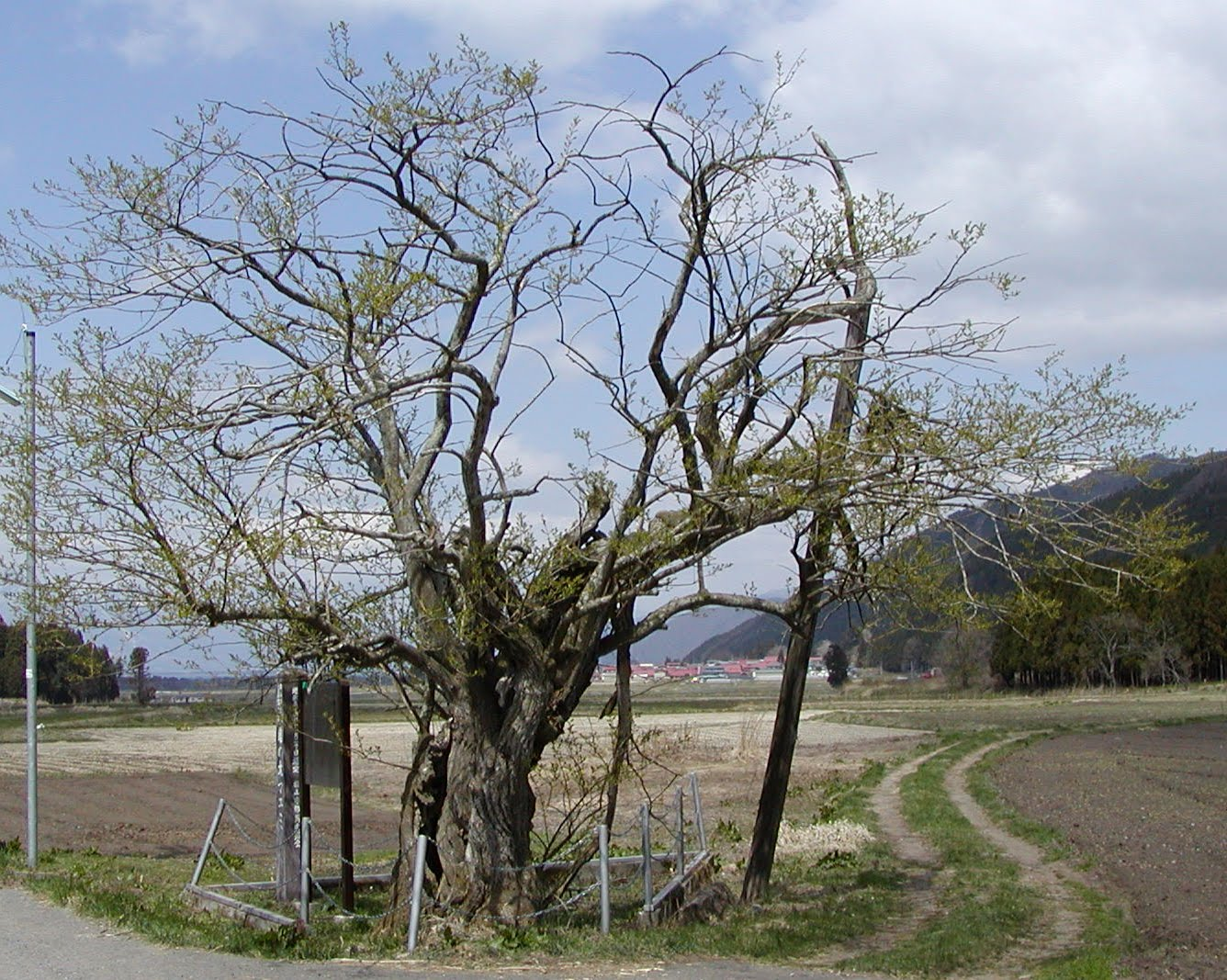
福島県郡山市にある、舘の大マユミ
樹高6 m、胸高直径100 cm、推定樹齢は300年以上

落葉広葉樹の低木から小高木。樹高は3 - 10メートル (m) 。よく枝分かれをしてこんもりと茂った樹形を見せる。樹皮は灰白色で、幹には縦の裂け目が入り、老木になると割れ目が深くなって目立ち、剥がれるようになる。1年目の枝は、しなやかで稜があり、暗緑色をしているが、日光の当たる方向は暗紅色を帯びる。
葉は対生で、葉身は楕円形で、幅の広いものや狭いものなど変化に富み、葉縁に細かい鋸歯があり、葉脈がはっきりしている。芽は丸々としているが、近縁種のツリバナは新芽が鋭く尖っている。秋には紅葉し、真っ赤になるものもあるが、クリーム色や橙色、ピンク色など淡めの色に紅葉することがある。紅葉は単純な赤色になることは少なく、くすんだ朱色やサーモンピンク色が多いことが特徴で、しばしば葉脈部分やそれ以外に、緑色や紫褐色、黄褐色を帯びて独特の模様をつくる。紅葉期は葉が枝から力なく垂れ下がり、早々に落葉する。
開花時期は晩春から初夏（5 - 6月）。雌雄異株。花色は薄い緑色で目立たず、新しい梢の根本近くに4弁の小花がいくつもつく。
果期は秋で、雌株には夏に果実が枝にぶら下がるようにしてつき、小さく角ばった4裂の姿で、秋に熟すとふつう淡紅色に色づく。果実の色は品種により白、薄紅、濃紅と異なるが、どれも熟すと果皮が4つに割れ、鮮烈な赤い種子が4つ現れる。市販のマユミは雌木しか出回っていないが、雌木1本で果実がなる。冬は鮮やかだった色が抜けたような果実が枝に残る。実がかなり遅くまで残るので、秋と冬にはヒヨドリやメジロが食べに来る。
冬芽は枝に対生し、卵形で枝と同色で縁に毛の生えた芽鱗8 - 12枚に包まれている。葉痕は半円形で、白くて目立ち、弧状の維管束痕が1個つく。

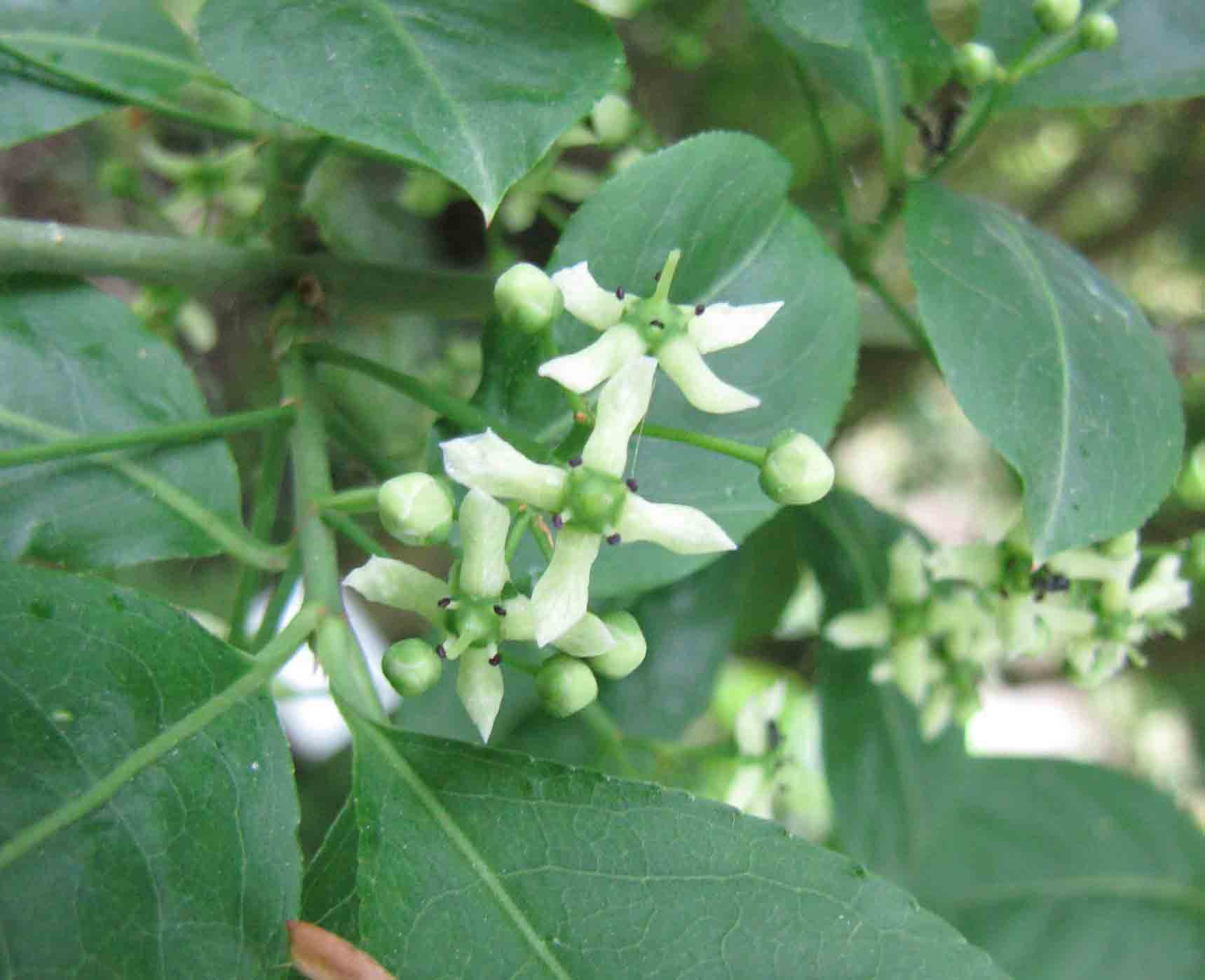
花
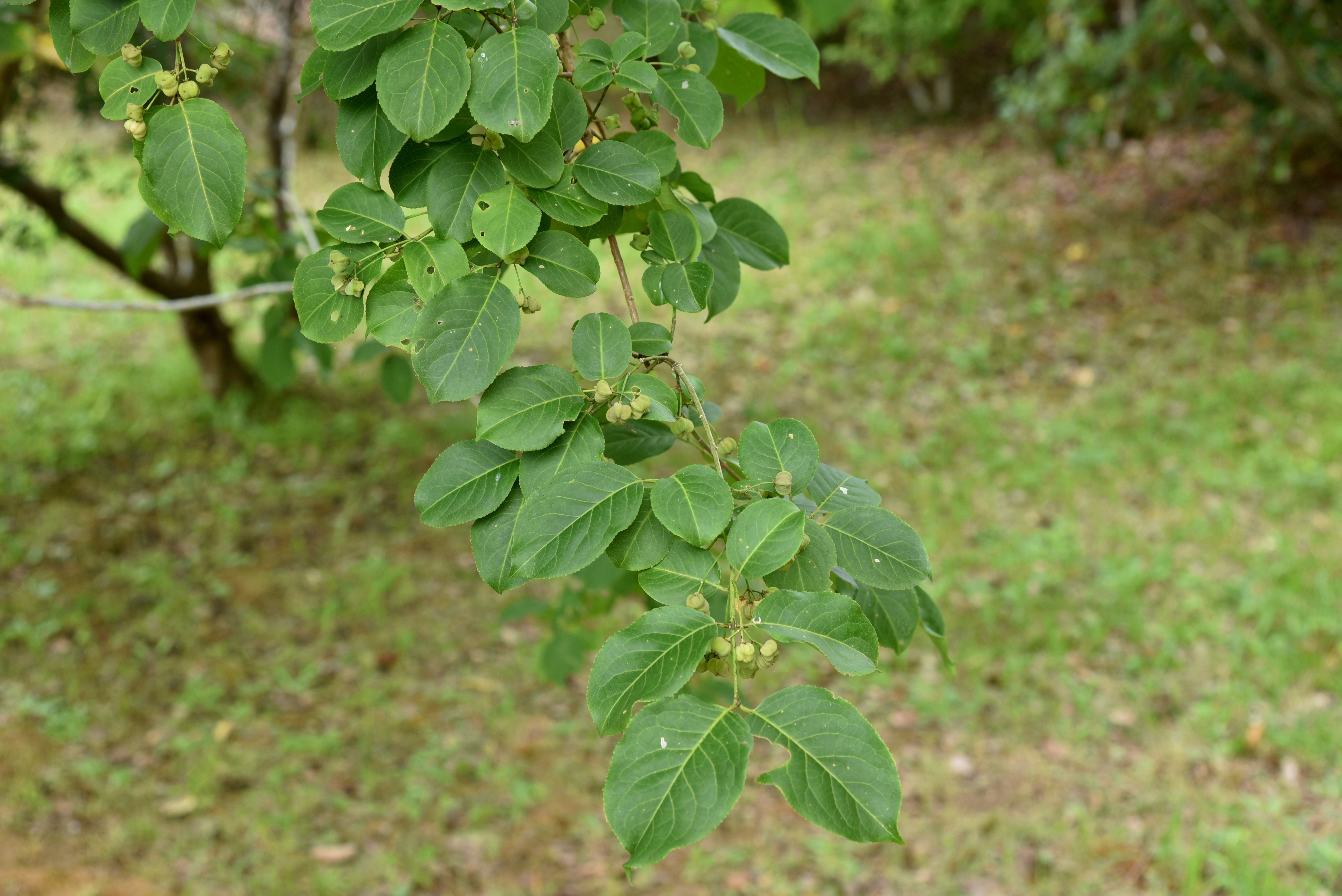
未熟果を付けたマユミの枝先
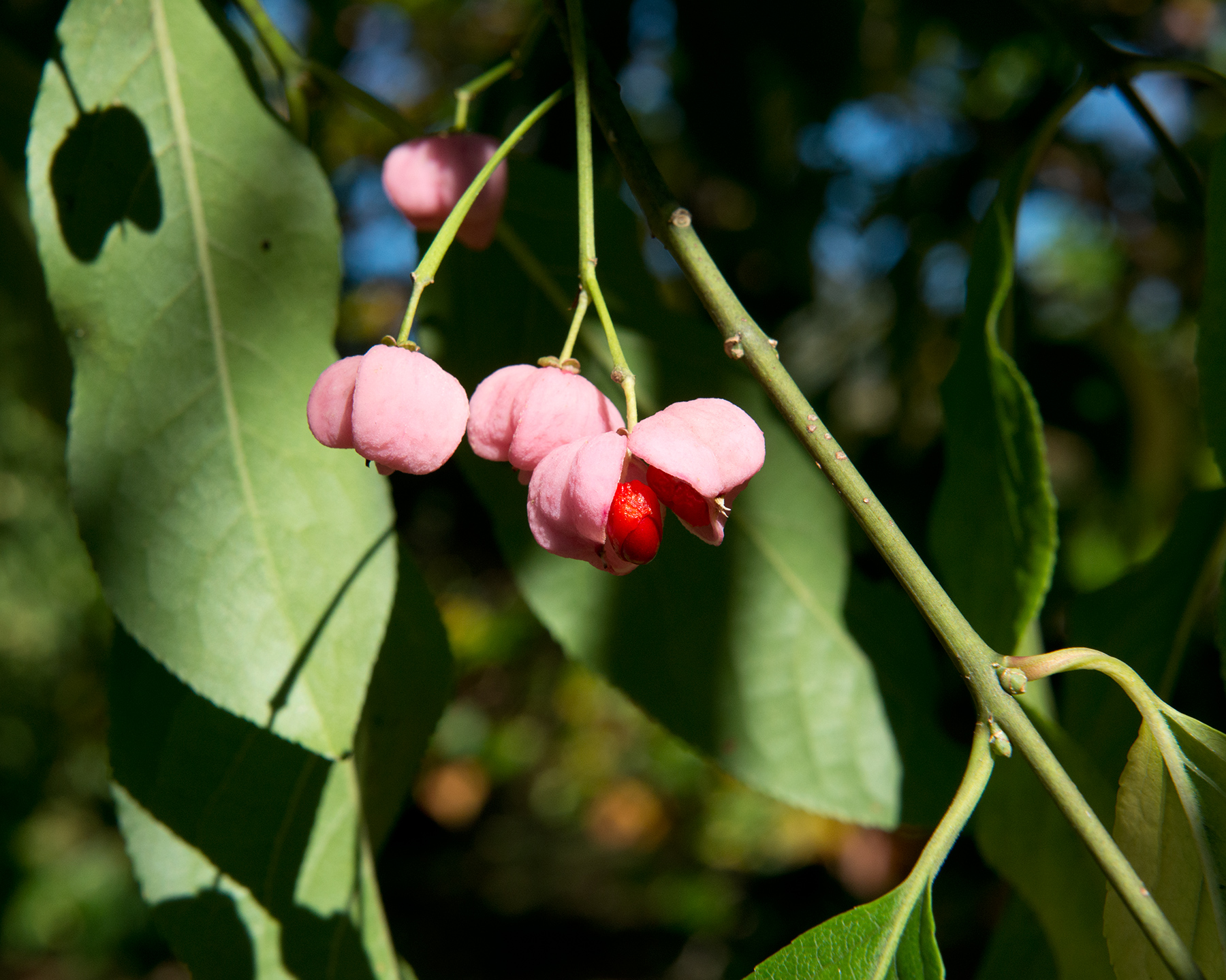
熟した果実

## 栽培
剪定をする場合は落葉中に行う。成長は早い。若木のうちに樹形の骨格を作り、分枝させたら、その後の強い剪定は避ける。切り詰めすぎると花と果実がつかない。根が浅く、根元が乾燥しすぎると弱り、果実が落ちる。水分条件さえ良ければ剛健で、病害虫はあまり発生しない。

## 利用方法
材質が強い上によくしなるため、古来より弓の材料として知られ、名前の由来になった。この木で作られた弓のことや、単なる弓の美称も真弓という。和紙の材料にもなったが、楮にとって代わられた。材は狂いが少なく、細工物に使われ、現在では印鑑や櫛の材料になっている。
新芽は山菜として利用される。採取時期は暖地は3 - 4月、寒冷地は4 - 5月が適期で、生長した葉は灰汁が強いため、芽吹いたばかりの若芽や若葉が摘み取られる。生のまま天麩羅や、茹でておひたし、和え物、油炒め、葉飯、汁の実、細かく刻んで佃煮などにする。
ただし、果実は有毒である。種子に含まれる脂肪油には薬理作用の激しい成分が含まれており、少量でも吐き気や下痢、大量に摂取すれば筋肉の麻痺を引き起こすため、種子は食べてはならない。また、成葉を食べると下痢をするといわれている。